# 1950年バスケットボール世界選手権
1950年バスケットボール世界選手権は、国際バスケットボール連盟主催により、アルゼンチン・ブエノスアイレスで開催されたバスケットボールの国際大会である。
バスケットボール世界選手権の記念すべき第1回。

## 最終順位
| 1950年世界選手権 優勝国: |
| ------------------------ |
| アルゼンチン             |

| 順位 | 国             |
| ---- | -------------- |
| 2    | アメリカ合衆国 |
| 3    | チリ           |
| 4    | ブラジル       |
| 5    | エジプト       |
| 6    | フランス       |
| 7    | ペルー         |
| 8    | エクアドル     |
| 9    | スペイン       |
| 10   | ユーゴスラビア |